# Night School: The Web Series
Night School: The Web Series, semplicemente nota come Night School, è una webserie inglese basata sull'omonima saga letteraria della scrittrice C.J. Daugherty. La serie ha debuttato il 12 dicembre 2014 sul canale YouTube dell'autrice, disponibile anche sottotitolata in italiano.

## Trama
La storia segue Allie Sheridan, una diciassettenne di Brixton, che viene mandata in un collegio dopo una serie di arresti. Ma la nuova scuola non è niente di ciò che sembra. La "Cimmeria Academy" è una scuola privata esclusiva per i figli delle élite. Al centro dell'istituto c'è la "Night School", una società segreta. Ma Allie impara presto che questo mondo affascinante ed eccitante è cucito con l'inganno. Ed è pericoloso. Tutti mentono e tutti nascondono segreti. Segreti che possono uccidere.
Sebbene sia ambientata nel mondo dei romanzi, la webserie presenta nuove storie con i personaggi della saga piuttosto che un adattamento letterale dei libri.

## Puntate diNight School
| n° | Titolo originale       | Titolo italiano            | Data di rilascio |
| -- | ---------------------- | -------------------------- | ---------------- |
| 1  | Flashback              | Tra passato e presente     | 12 dicembre 2014 |
| 2  | The Other One          | L'altro                    | 19 dicembre 2014 |
| 3  | Power                  | Il potere in ognuno di noi | 26 dicembre 2014 |
| 4  | The Gilmore Girl       | La ragazza Gilmore         | 2 gennaio 2015   |
| 5  | All the Pretty Killers | Tutti i migliori killer    | 9 gennaio 2015   |
| 6  | Bang                   | L'esplosione               | 16 gennaio 2015  |

## Personaggi e interpreti

### Personaggi principali
- Allie Sheridan, interpretata da Jessica Sargent.
- Carter West, interpretato da Campbell Challis.
- Nathaniel St. John, interpretato da Danny Carmel.
- Katie Gilmore, interpretata da Grace Parry.
- Jo Arringford, interpretata da Jodie Hirst.
- Jeremy Simpson, interpretato da Damien Thomas.
- Mark Lacey, interpretato da Lewis Lilley.
- Eleanor Crawley, interpretata da Jessica Swallow.
- Lucy Li, interpretata da Kunjue Li.
- Sylvain Cassell, interpretato da Louis Clarke-Clare.
- Gabe Porthas, interpretato da Tom Blount.

## Produzione
Il progetto venne annunciato nell'ottobre 2014.
Le riprese si sono svolte tra agosto e novembre 2014 nell'Inghilterra del sud, principalmente nella Frensham Heights School vicino Farnham, Surrey.